# Focke-Wulf Fw 43
Il Focke-Wulf A 43 Falke (tedesco: "Falcone"), in seguito ridesignato Fw 43 in base alle convenzioni RLM, fu un aereo da trasporto passeggeri veloce, monomotore monoplano ad ala alta, sviluppato dall'azienda aeronautica tedesca Focke-Wulf Flugzeugbau GmbH nei primi anni trenta.
Fu l'ultimo progetto della compagnia sotto la direzione tecnica di Henrich Focke. Il pilota ed i due passeggeri sedevano in una cabina completamente chiusa.

## Utilizzatori
Germania
- Norddeutsche Luftverkehr